# 747
747 (DCCXLVII) a fost un an obișnuit al calendarului iulian.